# Казанџијско сокаче (Ниш)
Казанџијско сокаче је једини очувани део старе нишке чаршије изграђен у првој половини 18. века. Комплекс ове чаршије је под заштитом државе због велике архитектонске вредности.

## Положај назив и заштита
Казанџијско сокаче се налази на једној врло специфичној локацији у строгом центру Ниша која се пружа паралелено  са улицом Николе Пашића између Обреновићева улице на западу и Трга Републике .на истоку. Казанџијско сокаче обухвата 32.000 m² површине. Алеја је под заштитом државе као комплекс велике архитектонске вредности.
На положај и настанак Казанџијске улице утицао је Први урбанистички план након ослобођења Ниша који је предвиђао да се, на што мањем простору, окупи велики број различитих занатлија. Како су међу занатским радњама доминирале казанџијске, отуда и назив  Казанџијска улица или сокаче. Крајем 19. и почетком 20. века носила је назив занатлијска, а после Првог светског рата добила је назив Копитарева, али је у народу остала запамћена под називом Казанџијско сокаче.
Комплекс „Казанџијског сокачета“ је 1983. године, заштићен као специфична просторна целина а 1987. године проглашен за културним добром од значаја за Град Ниш. Како професор Тодоровић наводи, 1991. године Казанџијско сокаче није било на листи заштићених културно-историјских целина на којој су се нашле и бројне друге улице у граду.

## Историја
У отоманско време на месту Казанџијског сокачета налазила Сагр Цинцар махала која је представљала турску занатлијску четврт. До ослобођења од Турака данашња Улица Николе Пашића била је прва територија иза шанца који је делила турски део града, од осталог нетурског становништва. Тако је у том  делу Ниша после ослобођења од Турака настала специфичана пословно трговачка четврт, са мноштвом српских занатских радњи, продавница и кафана.  
У овој улица (сокак) дужине стотинак метара  с краја 19. века биле концентрисане пре свега казанџијсе али и пинтерски и мутавџијске занатске радње заједно са кућама занталија које потичу из турског периода.  Куће у уличици биле су углавном приземне, неколико их је имало један спрат. Архитектура је била комбинација балканског и градско-еклектичног стила.
У првој половини 20 века ту се налазило 13 казанџијских радњи, То су биле продавнице, у којима су власници тих занатских радњи живели на првом спрату или у неким додатним зградама. а последња казанџијска радња затворена је деведесетих година 20. века.
Како до 1991. године општинска власт није водила рачуна о заштити ове улице, у њој је остао сачуван само један мали број старих кућа данас заштићен као јединствена просторна грађевинска целина. Међутим  због небриге заувек су пропале три куће из турског доба са великим дрвеним терасама који су красиле улицу, а улица је добила другојачији изглед и намену.

## Данас
Уређење улице крајем деведесетих година 20. века утицало је да се у улици отвори већи број кафића и ресторана и да улица постане омиљено место за излазак младих и занимљива туристичка атракција. 
Улица је реконструисана 2017. године.